# Александр (Диланас)
Митрополи́т Алекса́ндр (греч. Μητροπολίτης Αλέξανδρος Δηλανάς; 1878, Маратокамбос — 5 января 1958, Верия) — епископ Константинопольской православной церкви (и формально Элладской православной церкви); митрополит Верийский, Наусский и Кампанийский (1943—1958).

## Биография
Родился в 1878 году в местечке Марафокамбос на острове Самос.
Окончил Богословскую школу на острове Халки. В 1903 году окончил богословский факультет Афинского университета и в 1905 году последовательно рукоположен в сан диакона и пресвитера. Был ректором богословской школы в Патмосском экзархате.
18 июля 1910 года в Корделлио состоялась его архиерейская хиротония в титулярного епископа Мириниского, викария Эфесской митрополии. Хиротонию совершили: митрополит Эфесский Иоаким (Евтииус), митрополит Кринийский Феоклит (Элевтериу) и митрополит Анейский Анфим (Химониос).
21 февраля 1917 года был избран Анейским епископом (в марте возведён в сан митрополита).
19 февраля 1922 года был назначен митрополитом Пергамским и Адрамитским.
9 октября 1924 года был назначен на Зихнийскую и Неврокопийскую митрополию.
В феврале 1943 года избран митрополитом Верийским, Наусским и Кампанийским.
Скончался 5 января 1958 года в Верии.